# 陈崇桂
陈崇桂（1884年—1963年3月8日），又名陈马可，男，祖籍湖北孝感，生于湖北武昌，中国基要派神学領袖。

## 生平
1884年，陈崇桂出生于湖北武昌，祖籍湖北孝感。16歲时在武昌瑞典行道会受洗。20岁毕业于英國循道会的武昌博文书院，1921年去美国惠顿大学（Wheaton College）留学，回国后在行道會荆州神学院任教，又在冯玉祥军队任随军牧师（1925年-1927年）。1929年陳氏在長沙主持湖南聖經學院達九年。1941年，太平洋战争爆发时他被困在新加坡2年之久。1943年，在重慶與内地会合作開辦重庆神学院，直到1952年。
1949年9月，陳崇桂从国外返回大陸。1954年，在中国基督教第一届全国大会上，陈崇桂当选为中国基督教三自爱国运动委员会副主席，全国政协委员。在三自爱国运动领袖中，陈崇桂属于为数不多的基要派之一。
曾參加控诉王明道。
1957年，陳崇桂因批评政府逼迫教会，被打成右派，1963年3月8日，在重庆逝世，年八十。儿子陈仁炳，为复旦大学历史系教授，也同时被打成右派分子，曾被毛泽东点名，文革后没有被平反。

## 著作
- Eko från Kina (中国回音), 斯德哥尔摩, 1921 (瑞典文版)
- Echoes from China, 芝加哥, 1921 (英文版)
- Vad händer i Kina? (中国发生了什么?),斯德哥尔摩，1928年（瑞典文版）
- 灵修日新，長沙，湖南聖經學校，1930。
- 大題小做，漢口，中華信義會，1934。
- 聖靈之研究，長沙，湖南聖經學校，1933。
- 個人佈道的研究，上海，中華全國基督教協進會，1933。
- 基督化家庭，漢口，中國基督聖教書會，1936。
- 佈道六講，上海，廣學會，1954年。
- 《实践的基督教》，上海，廣學會，1954年。
- 《圣经总论》，重慶，佈道雜誌社，1947年。
- 培靈十講 ，上海，廣學會，1954。